# コードネーム
コードネーム（英語: code name）は、ある事物や人物などを指す、一般にごく短い別名であるが、関係者だけなどといった特に限定された範囲でのみ、そのことを知っているような運用を目的としたものを特に指すこともある。すなわち、暗号の分類のひとつである「コード (暗号) 」の意図があり、それを明示して暗号名（あんごうめい）、秘匿名（ひとくめい）などとも言う。
（特にIT業界において）製品などに関して、主としてメーカーにおける開発中のコードネーム（これは、競争他社などに対する秘匿の意図がある、本来の「コードネーム」）を流用して、一般消費者の一部（主としてマニア層）が、製品シリーズなどの総称などとして使うことがある。これは、ブランド名や商品名はもとより、型番などですら、メーカーはマーケティング戦略として、技術的な系譜や特徴をわざと無視してネーミングすることがあるため、開発コードネームを元にすれば、技術的に正確な分類となるから、という利点があるためである。これは、ブランド名や一般的な型番では複数のモデルの総称のことがある自動車などで（たとえば「RX-7」）、本来は車台番号や車両識別番号などといった消費者向けではない情報のための「型式」由来の通称（RX-7の場合は「SA」「FC」「FD」など。別の有名な例は「AE86」など）が多用される、といった言語現象に近い。

## 開発中の製品のコードネーム

### CPU

#### インテル
同一ブランド間のマイナーチェンジを区別するためにユーザー側でも積極的に使用される一例でもある。
- Pentium - P5, P54C, P54CS, P55C など
- Pentium II - Klamath, Deschutes など
- Pentium III - Katmai, Coppermine, Tualatin など
- Pentium 4 - Willamette, Northwood, Prescott など
- Pentium M - Banias, Dothan など
- Core, Core 2 - Yonah, Merom, Conroe, KentsField など

Core i ブランド（Core i7, i5, i3）への移行後、特に第二世代以降は世代ごとにコードネームが用いられている。
- 第一世代 - Nehalem / Westmere
- 第二世代（プロセッサナンバーは2000番台。ただし一部例外あり、以後同じ） - Sandy Bridge
- 第三世代（プロセッサナンバーは3000番台） - Ivy Bridge
- 第四世代（プロセッサナンバーは4000番台） - Haswell / Haswell Reflesh
- 第五世代（プロセッサナンバーは5000番台） - Broadwell
- 第六世代（プロセッサナンバーは6000番台） - Skylake
- 第七世代（プロセッサナンバーは7000番台） - Kaby Lake
- 第八世代（プロセッサナンバーは8000番台） - Coffee Lake / Kaby Lake Refresh
- 第九世代（プロセッサナンバーは9000番台） - Coffee Lake Refresh
- 第十世代（プロセッサナンバーは10000番台もしくは1000G番台） - Comet Lake / Ice Lake
- 第十一世代（プロセッサナンバーは11000番台もしくは1100G番台） - Rocket Lake / Tiger Lake
- 第十二世代（プロセッサナンバーは未公開） - Alder Lake

#### AMD
- Duron - Spitfire
- Athlon XP - Thoroughbred（2002年後半に出荷したものは「Barton」）
- Athlon 64 - ClawHammer
- Athlonプロセッサ（高性能フルスピードキャッシュ内蔵） - Thunderbird
- Ryzen 1000シリーズ (zen) - Summit Ridge
- Ryzen 2000Gシリーズ (zen)(APU) - Raven Ridge
- Ryzen 2000シリーズ (zen+)(CPU) - Pinnacle Ridge
- Ryzen 3000シリーズ (zen2)(CPU) - Matisse
- Ryzen 4000Gシリーズ (zen2)(APU) - Renoir
- Ryzen 5000シリーズ (zen3)(CPU) - Vermeer
- Ryzen 5000Gシリーズ (zen3)(APU) - Cezanne

#### NVIDIA
Tegra 3以降は、アメリカン・コミックスのキャラクターから取られている。
- Tegra 3 - Kal-El[2]スーパーマンの本名から。
- Tegra 4 - Wayne バットマンの本名から。
- Tegra 4i - Gray X-MENの「ジーン・グレイ」から。

### OS

#### Microsoft Windows

##### 16ビットのWindows
- Windows 1.0 - Windows
- Windows 2.0 - Windows 286
- Windows/386 - Windows 386
- Windows 3.0 - Windows 3.0
- Windows 3.1 - Janus
- Windows for Workgroups 3.1 - Kato, Sparta
- Windows for Workgroups 3.11 - Snowball

##### Windows 9x系
- Windows 95 - Chicago
- Windows 95 OSR2 - Detroit
- (Windows 96) - Nashville → Internet Explorer 4.0 へ
- Windows 98 - Memphis
- Windows Me - Georgia, Millennium
- （Windows Meになるはずだった）- Neptune → Whistler へ

##### Windows NT
- Windows NT 3.1 - (OS/2 3.0), WNT (Windows NT)
- Windows NT 3.5 - Daytona
- Windows NT 3.51の次の次のバージョンとして開発されていたOS - Cairo
- Windows NT 4.0 - (Cairo), SUR (Shell Update Release)
- (Windows NT 5.0) - Windows 2000 へ

##### Windows NT 5.x以降
- Windows 2000 - (NT 5.0)
  - Windows 2000 Service Pack 1 - Asteroid
- （Windows 2000 の後継） - Odyssey → Whistler へ
- Windows XP - Whistler
  - Windows XP Tablet PC Edition - Lone Star
  - Windows XP Media Center Edition - eHome
  - Windows XP Media Center Edition 2003 - Freestyle
  - Windows XP Media Center Edition 2004 - Harmony
  - Windows XP Media Center Edition 2005 - Symphony
    - Windows XP Media Center Edition 2005 Update Rollup 2 - Emerald

  - Windows XP Service Pack 1 - Trainyard
  - Windows XP Service Pack 2 - Springboard
  - Windows Fundamentals for Legacy PCs - Eiger
- Windows Server 2003 - Whistler Server
- Windows Home Server - Quattro
- Windows Vista - Longhorn
- Windows Server 2008 - Windows Server Longhorn
- Windows Vista Service Pack 1  - Fiji
- Microsoft Windows 7 - (7), Vienna, Blackcomb
- Microsoft Windows 8 - 8
- Microsoft Windows 8.1 - Windows Blue
- Microsoft Windows 10 - Threshold(バージョン1507・1511) - Redstone(バージョン1607～1809) - 19H1(バージョン1903)

#### MacintoshのOS

##### Mac OS
- System 7.0 - Blue、Big Bang
- System 7.1 - Cube-E、I Tripoli
- System 7.5 - Mozart、Capone
- Mac OS 7.6 - Harmony
- Mac OS 8.0 - Tempo
  - Copland
- Mac OS 8.1 - Bride of Buster
- Mac OS 8.5 - Allegro
- Mac OS 8.6 - Veronica
- Mac OS 9 - Sonata
- Mac OS 9.0.x - Duet、Minuet
- Mac OS 9.1 - Fortissimo
- Mac OS 9.2 - Moonlight
- Mac OS 9.2.1 - Limelight
- Mac OS 9.2.2 - Starlight

##### Mac OS X
開発コード名は、v10.2のJaguarまでネコ科の動物の名前で統一されていたが、v10.4からはワインに関係するものになった。v10.7ではバージョンナンバーが排除されて「Mac OS X "名称"」となり、v10.8からは正式名称からも「Mac」が削除され「OS X "名称"」と呼称され、さらにv10.12から正式名称が「OS X」から「macOS」になった。バージョン番号は名称から排除されるようになったものの、バージョン確認などの技術的な事情もあり内部的には存続している。
- Mac OS X Public Beta - Kodiak
- Mac OS X v10.0 - Cheetah
- Mac OS X v10.1 - Puma
- Mac OS X v10.2 - Jaguar
- Mac OS X v10.3 Panther - Pinot
- Mac OS X v10.4 Tiger - Merlot, Chardonay
- Mac OS X v10.5 Leopard - Chablis
- Mac OS X v10.6 SnowLeopard
- Mac OS X Lion (Ver.10.7) - Barolo
- OS X Mountain Lion (Ver.10.8) - Zinfandel
- OS X Mavericks (Ver.10.9) - Cabernet
- OS X Yosemite (Ver.10.10) - Syrah
- OS X El Capitan (Ver.10.11) - Gala

##### macOS
- macOS Sierra (Ver.10.12) - Fuji
- macOS High Sierra (Ver.10.13) - Lobo
- macOS Mojave (Ver.10.14) - Liberty
- macOS Catalina (Ver.10.15) -
- macOS Big Sur (Ver.11.0) -

###### iOS
スキー場の名前から採られている。
- 1.0 - Alpine
- 1.0.0～1.0.2 - Heavenly
- 1.1 - Little Bear
- 1.1.1 - Snowbird
- 1.1.2 - Oktoberfest
- 2.0 - Big Bear
- 2.1～2.1.1 - Sugarbowl
- 2.2～2.2.1 - Timberline
- 3.0 - Kirkwood
- 3.1～3.1.3 - Northstar
- 3.2～3.2.2 - Wildcat
- 4.0～4.0.2 - Apex
- 4.1 - Baker
- 4.2～4.2.1 - Jasper
- 4.2.5～4.2.10 - Phoenix
- 4.3～4.3.5 - Durango
- 5.0～5.0.1 - Telluride
- 5.1～5.1.1 - Hoodoo
- 6.0～6.0.2 - Sundance
- 6.1～6.1.6 - Brighton
- 7.0～7.0.6 - Innsbruck
- 7.1～7.1.2 - Sochi
- 8.0～8.2 - Okemo
- 8.3 - Stowe
- 8.4 - Copper
- 8.4.1 - Donner
- 9.0～9.2.1 - Monarch
- 9.3～9.3.5 - Eagle

#### Android
9.0までは菓子から取られていた（10.0 Qで廃止）。また、頭文字がアルファベット順になっている。
- Android 1.5 - Cupcake（カップケーキ）
- Android 1.6 - Donut（ドーナツ）
- Android 2.0/2.1 - Eclair（エクレア）
- Android 2.2 - Froyo（フローズンヨーグルト）
- Android 2.3/2.4 - Gingerbread（ジンジャーブレッド）
- Android 3.0/3.1/3.2 - Honeycomb（ハニカム。Post Foods社からライセンスされている）
- Android 4.0 - Ice Cream Sandwich（アイスクリーム・サンドイッチ）
- Android 4.1/4.2/4.3 - Jelly Bean（ゼリービーンズ）
- Android 4.4 - KitKat（キットカット。ネスレ社からライセンスされていて、コラボレーションも行われた）
- Android 5.0 - Lollipop（ペロペロキャンディ）
- Android 6.0 - Marshmallow（マシュマロ）
- Android 7.0/7.1 - Nougat（ヌガー）
- Android 8.0 - Oreo（オレオ。モンデリーズ社からライセンスされていて、コラボレーションも行われた）
- Android 9.0 - Pie（パイ）

#### その他OS
- OS/2（コードネームがそのまま製品名に使用された）

### パソコン
アップルのパソコンは、iMacやMacBookなど、同じ名前だが世代の異なるMacintoshを区別するため、コードネームで呼ばれることがしばしばある。
- IBM PC -  Project Chess
- Amiga - Lorraine
- Macintosh 128K - Macintosh（コードネームがそのまま製品名に）
- Macintosh II  - Ikki、Reno、Little Big Mac
- PowerBook 100 - Asahi
- PowerBook 2400c/180 - Comet
- 20周年記念Macintosh -  Spartacus
- iMac（初代）- Columbus、Tailgate、C1
- iMac（Late 1999）- Kihei
- PowerBook G3 (FireWire) - Pismo

### スマートフォン

#### Xperia
年ごとに一定の法則で開発コードネームがつけられており、その法則は開発拠点により異なる。

##### 2008・9年モデル
- XPERIA X1 - Venus
- XPERIA X2 - Vulcan
- XPERIA Pureness - Kiki

##### 2010年モデル
- Xperia X10 - Rachael
- Xperia X10 Mini - Robyn
- Xperia X10 Mini Pro - Mimmi
- Xperia X8 - Shakira

##### 2011年モデル
- Xperia arc - Anzu
- Xperia PLAY - Zeus
- Xperia neo - Hallon
- Xperia pro - Iyokan
- Xperia acro
  - SO-02C - Azusa
  - IS11S - Akane
- Xperia mini - Smultron
- Xperia mini pro - Mango
- Xperia ray - Urushi
- Xperia active - Satsuma
- Xperia neo V - Haida
- Xperia arc S - Ayame

##### 2012年モデル
新幹線の列車の名前から取られている。
- Xperia S（Xperia NX） - Nozomi
  - Xperia SL - Nozomi2
- Xperia acro HD
  - SO-03D - Hikari
  - IS12S - Hayate
- Xperia ion - Aoba
- Xperia TX - Hayabusa
- Xperia SX - Komachi
- Xperia V/VC - Tsubasa
- Xperia AX - Tsubasa Maki
- Xperia VL - Tsubasa Anna
- Xperia P - Nypon
- Xperia U - Kumquat
- Xperia sola - Pepper
- Xperia neo L - Phoenix
- Xperia T - mint
- Xperia go - Lotus
- Xperia Tipo - Tapioca
  - Xperia Tipo Dual - Tapioca DS
- Xperia miro - Mesona
- Xperia J - JLo

##### 2013年モデル
日本の温泉地の名前から取られている。
- Xperia Z - Yuga
- Xperia ZR（Xperia A） - Dogo
- Xperia UL - Gaga
- Xperia Z1 - Honami
- Xperia Z1f - Amami
- Xperia Z Ultra - Togari
- Xperia E - Nanhu
- Xperia ZL - Odin
- Xperia L - TaoShan
- Xperia SP - HuaShan
- Xperia C - Pelican
- Xperia M - Nicki

##### 2014年モデル
星座の名前から取られている。
- Xperia Z2 - Sirius
- Xperia ZL2 - Canopus
- Xperia A2 - Altair
- Xperia Z3 - Leo
- Xperia Z3 Compact - Aries
- Xperia T2 - Tianchi
- Xperia E1 - Falcon
- Xperia M2 - Eagle
- Xperia T3 - Seagull
- Xperia C3 - Gina
- Xperia E3 - Flamingo

##### 2015年モデル
花の名前から取られている。
- Xperia E4 - Jasmine
- Xperia M4 - Tulip
- Xperia E4g - Calla
- Xperia Z3+・Z4 - Ivy
- Xperia C4 - Cosmos
- Xperia C5  - Lavender
- Xperia M5 - Holly
- Xperia Z5 - Sumire
- Xperia Z5 Compact - Suzuran
- Xperia Z5 Premium - Satsuki

##### 2016年モデル
楽器の名前から取られている。
- Xperia X Performance - Dora
- Xperia X - Suzu
- Xperia XA - Tuba
- Xperia XA Ultra - Ukulele
- Xperia X Compact - Kugo
- Xperia XZ、Xperia XZ Dual - Kagura

##### 2017年モデル
樹木の名前から取られている。
- Xperia XZ Premium、Xperia XZ Premium Dual - Maple
- Xperia XZs、Xperia XZs Dual - Keyaki
- Xperia XA1、Xperia XA1 Dual - Hinoki
- Xperia XA1 Ultra、Xperia XA1 Ultra Dual - Redwood
- Xperia L1、Xperia L1 Dual - Pine

### ゲーム機

#### 任天堂系
任天堂では製品型番のアルファベット部分が開発コードネームに由来している。
- ファミリーコンピュータ - HVC（Home Video Computer）
- スーパーファミコン - SHVC（Super HVC）
- NINTENDO 64 - NUS（Nintendo Ultra Sixtyfour）、プロジェクト・リアリティ、ウルトラ64、ウルトラファミコン
- バーチャルボーイ - VUE（Virtual Utopia Experience）
- ニンテンドー ゲームキューブ - DOL（Dolphin、ドルフィン）
- Wii - RVL（Revolution、レボリューション）
- Wii U - WUP（Wii Ultra Powerup）、プロジェクト・カフェ
- Nintendo Switch - HAC（Home Action Computer）、NX
- ゲームボーイ - DMG（Dot Matrix Game）
- ゲームボーイポケット - MGB（Mini Game Boy）
- ゲームボーイカラー - CGB（Colored Game Boy）
- ゲームボーイアドバンス - AGB（Advanced Game Boy）、アトランティス
- ゲームボーイアドバンスSP - AGS（Advanced Game Boy SP）
- ゲームボーイミクロ - OXY（OXYGEN、オキシゲン）
- ニンテンドーDS - NTR（NITRO、ニトロ）、DS自体も本来はコードネームであった。
- ニンテンドーDS Lite- USG（不明）
- ニンテンドーDSi - TWL（不明）
- ニンテンドーDSi LL - UTL（不明）
- ニンテンドー3DS - CTR（不明）
- ニンテンドー3DS LL - SPR（不明）
- ニンテンドー2DS - FTR（不明）
- Newニンテンドー3DS - KTR（不明）
- Newニンテンドー3DS LL - RED（不明）
- ニンテンドーWi-Fiネットワークアダプタ - WAP（不明）
- ゲームボーイアドバンスの次世代機として検討されていたハード - アイリス[3]（英語表記は不明）

#### ソニー・SCE系
- PlayStation - PS-X（後にPlayStation 2をもとに開発されたレコーダーがPSXという名でソニーから販売されたが、直接の関係はない）
- スーパーファミコン互換CD-ROM機（発売されず） - プレイステーション
- PlayStation Vita - NGP（Next Generation Portable）
- PlayStation Move - Arc（弧、弓）
- PlayStation 4 - Orbis（世界、国、地域、円、輪、繰り返しなど）
- PlayStation VR - Project Morpheus（プロジェクトモーフィアス・・・ギリシャ神話に登場する夢の神）
- PlayStation 4 Pro - Neo
- PlayStation 5 - Prospero（シェイクスピア「テンペスト」の主人公）

#### マイクロソフト系
- Xbox - Midway（PCとゲーム専用機の中間の道を行くと言う意味と太平洋戦争の転換点となったミッドウェー海戦の意味、公表時にゲーム機名称未定としてXboxとリリースしたものが最終製品名となった）、DirectX-box
- Xbox 360 - Xenon（キセノン）
- Xbox One - Durango（メキシコの地名）
- Kinect - Project Natal（出生計画）
- Xbox One X - Project Scorpio（サソリ計画）
- Xbox Series X - Project Scarlett（深紅計画）

#### セガ系
- ゲームギア - Project Mercury（水星計画）
- ノーマッド - Project Venus（金星計画）
- メガドライブ - Mark V（セガ・マークIII・セガ・マスターシステムに続く「マークV（5）」ということから）
- スーパー32X - Sega Mars（火星）
- セガサターン - Saturn (土星)
- ドリームキャスト - KATANA（「刀」ではなく、関西弁の「勝たな」が由来）

### 家電製品
- RD-Style - RD-Style#コードネームを参照。

### 自動車
自動車メーカー各社は、正式な車名・型式が決定するまでの間、便宜的に社内呼称を用いるという。
日本ではマツダ・RX-7が有名であるが、同社は4代目ファミリアの広告でも、開発コードの「X508」（1975年の8番目の意）を何の説明も無く使っている。海外ではポルシェ・911が第何世代目であるかを示すために開発時のコードネームが通称として通用している。メルセデス・ベンツ各車（セダン型は Wagen の頭文字であるWで始まることが多い）やBMW各車（E、F、Gで始まることが多い）、ヒュンダイ・ソナタ（NF、YF・・・etc.）なども基本的にこの流れに沿って呼称されることが多いという。日本で型式指定を受けた場合に付与される型式はこれらのコードネームとは別のものになっている。
コードネームがそのまま市販車名になった例には、いすゞ・117クーペ（同時開発されていたフローリアンは「117サルーン」）、トヨタ・SAI、トヨタ・86（FT-86→86）、ヒュンダイ・JM（本国名：ツーソン）、ヒュンダイ・TB（本国名：クリック、海外名：ゲッツ。「ゲッツ」が日本ではトヨタ・ヴィッツに似るため）などがある。

### 作品タイトル
- プロジェクトA - 香港ではプロットが製作された段階ですぐに盗作されるケースがたびたびあり、この作品も当初はこのコードネームで呼ばれていたが、正式な題名になった。

### その他
- VOCALOID - DAISYプロジェクト
- 鉄道車両でも、正式な形式が決まるまではコードネームとして別の呼称が用いられることがある。例としては、新幹線700系電車が「N300系」、JR四国8600系電車が「SS8000系」と呼ばれていた例がある。新幹線N700系電車は「700N」と「N700系」の2つのコードネームがあったが、後者が正式な形式として採用された。

## 軍事でのコードネーム

### 作戦
作戦などの著名なコードネームには次のようなものがある。
- アシカ作戦 - 第二次世界大戦でのドイツ軍のイギリス侵攻作戦（未成）
- バルバロッサ作戦 - 第二次世界大戦でのドイツ軍のソ連侵攻作戦
- オーバーロード作戦 - 第二次世界大戦での連合国軍のノルマンディー上陸作戦
- ダウンフォール作戦 - 第二次世界大戦での連合国軍の日本上陸作戦（未成）
- マンハッタン計画 -  第二次世界大戦でのアメリカ軍の原子爆弾開発計画
- 捷一号作戦 - 第二次世界大戦での日本軍のフィリピン防衛作戦
- 決号作戦 - 第二次世界大戦での日本軍の本土防衛作戦（未成）

### 部隊
作戦中の部隊やユニットには、秘匿および交信の円滑化のためにコードネームが付けられる。世界初の女性宇宙飛行士ワレンチナ・テレシコワのコードネーム「チャイカ（カモメ）」などが有名である。

### パイロット
戦闘機のパイロットは無線交信時に本名の秘匿や同姓同名や類似した名前と区別するため、機体に与えられた航空機局の呼出符号とは別にTACネーム（アメリカ海軍ではコールサイン）と呼ばれる渾名で呼び合う。
呼出符号とは異なり命名規則は無いが、本人の来歴や特徴を踏まえたもの（眼鏡をかけているので『NOBITA（ノビタ）』、熊本県出身のため熊本城にある武者返しから『MUSHA（ムシャ）』）、本名を縮めたりひねった単語（マイク・マンゴールド（Mike Mangold）なので『Mongo（モンゴ）』、杉山蕃は名前の音読みから『BAN（バン）』）などが多い。他にも齊藤治和は『GOA（ゴア）』、岩崎茂は『Garfield（ガーフィールド）』など変則的な命名もある。
アメリカ海軍の戦闘機パイロットを描いた『トップガン』では、演出として登場人物の性格を反映したコールサインが設定されている。

### 敵の兵器
敵国や仮想敵国に対しては、兵器の制式名称などを秘匿することがある。また公開されていても、馴染みのない外国語での名称は情報交換において支障となることもある。こうした理由で、兵器には敵によるコードネームが付けられることがある。
情報が不足しているため、兵器種の同定には誤りがあることも少なくない。
太平洋戦争でのアメリカ軍による日本軍航空機に対するコードネーム、冷戦でのNATOによるソ連軍の兵器全般に対するコードネームが有名である。

### 短期間使われるコードネーム
戦時や準戦時には、作戦、地名、部隊、要人などあらゆるものにコードネームが付けられる。それらは短期間つかわれたのち破棄され、別のものに交換される。
近代になって使いやすい換字式暗号が発展してからも、コードネームは暗号と併用されることが多い。
第二次世界大戦の連合軍のコードネームは、イギリスGC&CS（のちのGCHQ）の作ったランダムな単語リストを元に、戦争省（陸軍省）のISSB (The Inter-Services Security Board) が決定した。日本軍航空機へのコードネームはこれとは別システムである。